# Pierre Frédéric Sarrus
Pierre Frédéric Sarrus (Saint-Affrique, 10 de marzo de 1798 - 20 de noviembre de 1861) fue un matemático francés.
En 1815, Sarrus dudaba entre escoger Medicina o Matemáticas para continuar su carrera. El rechazo del alcalde de Saint-Affrique de otorgarle un certificado de buena vida y costumbres a causa de sus opiniones bonapartistas y de sus orígenes protestantes le obligan a optar por la facultad de Ciencias.
En Montpellier, en los años 1820 conoce a Gergonne y publica varios artículos y memorias en los Annales de Gergonne, una de las primeras revistas matemáticas.
En 1829 es nombrado profesor de Matemáticas en la facultad de Ciencias de Estrasburgo de la cual es decano entre 1839 y 1852. Durante esta época publica la mayoría de sus trabajos en el Journal de mathématiques pures et appliquées de Liouville. Sin embargo tiene problemas de salud y se retira en 1858.

Animación del mecanismo de Sarrus.

Sus trabajos tratan sobre los métodos de resolución de ecuaciones numéricas y sobre el cálculo de variaciones. En 1853 resuelve uno de los problemas más complicados de la mecánica de las piezas articuladas: la transformación de movimientos rectilineos alternativos en movimientos circulares uniformes, dando lugar a un mecanismo que llevará su nombre, el mecanismo de Sarrus.
Pero su celebridad entre los estudiantes de Matemáticas se explica sobre todo por una regla de cálculo de determinantes de matrices de orden 3 que lleva su nombre: la regla de Sarrus. Fue introducida en el artículo Nouvelles méthodes pour la résolution des équations, publicado en Estrasburgo en 1833.